# Colchicum macrophyllum
Colchicum macrophyllum là một loài thực vật có hoa trong họ Colchicaceae. Loài này được B.L.Burtt miêu tả khoa học đầu tiên năm 1950.